# Bubo shelleyi
El búho de franjas (Bubo shelleyi sin. Ketupa shelleyi), búho barrado o búho de Shelley es una especie de búho africano distribuido por los bosques tropicales del África ecuatorial. Actualmente se encuentra amenazado por la destrucción de su hábitat.

## Taxonomía
No se le conocen parientes estrechamente relacionados aunque se han descrito similitudes en morfología y en vocalizaciones con el Búho malayo. No se le reconocen subespecies.
Alcanza una longitud media de 60 cm.
Es uno de los búhos peor conocidos en África, y su ecología y comportamiento son en gran parte desconocidos, habiendo sido registrada su presencia en el interior del bosque, en el borde del bosque y en los claros de las tierras bajas.

## Descripción
Este búho se encuentra entre los búhos más grandes del mundo y, con mucho, el búho más grande que se encuentra en los bosques tropicales de África. La longitud total de la especie es de 53 a 61 cm y un peso de hasta 1,2 kg, aunque las hembras probablemente sean más grandes. Es de color marrón oscuro con barras más claras superpuestas. En las partes inferiores los colores se invierten y las barras son marrón oscuro sobre fondo blanquecino. Presenta sobre la cabeza dos penachos emplumados con forma de orejas. Las plumas de cola y alas son pardas y forman barras donde alternan tonalidades claras y oscuras. Los ojos son marrón oscuro y las patas y la casi totalidad de los dedos están emplumados.
Se sabe que existen variantes de color de esta especie de búho. La variante clara tiene un disco facial blanquecino con un borde prominente marrón negruzco. La cabeza y la espalda son  de color marrón oscuro con barras blanquecinas superpuestas. La variante oscura tiene un color marrón mucho más oscuro y las barras en naranja apagado son mucho menos visibles. El disco facial no difiere tanto en color del resto del cuerpo y el pecho es oscuro. 

## Distribución y hábitat
Esta especie se encuentra en África central y occidental. En la parte occidental ocupa una pequeña zona entre Sierra Leona y Costa de Marfil, con una población aislada en Ghana. En África Central ocupa una zona paralela a la costa entre Camerún y Gabón y que penetra en el continente hacia el este ocupando todo el norte de República Democrática del Congo. Vive en bosques tropicales primarios, bordes y claros de bosques, y bosques de galería.

## Comportamiento
El búho barrado es un ave nocturna que pasa los días descansando en el denso follaje, a menudo en niveles bastante bajos en los árboles. Se conoce poco de sus hábitos puesto que ha sido poco estudiado en libertad. 
También se desconoce su dieta. Sus poderosas garras y patas parecen sugerir que sus presas favoritas pueden ser mamíferos y aves medianos y grandes. La única especie que se ha conoce con seguridad que caza en libertad son las ardillas voladoras. En cautiverio, estos búhos requieren aproximadamente 110 g de comida al día que consiste prácticamente en roedores.
Tampoco se conocen los detalles de los hábitos reproductivos. Se han oído llamadas de esta especie en marzo, se han visto nidos entre septiembre y noviembre y juveniles que ya han abandonado el nido en diciembre. 

## Conservación
Se cree que esta especie requiere grandes áreas de hábitats sin alterar y que ocurre en bajas densidades. El tamaño de la población es pequeño (estimado entre 1.500 y 7.000 ejemplares) y la tendencia es decreciente; por eso ha sido clasificado por la UICN como especie Vulnerable. Los mayores peligros a los que se enfrenta son la degradación de su hábitat por tala del bosque y la caza.

## Fuente
- BirdLife International 2004. Bubo shelleyi. 2006 IUCN Red List of Threatened Species.  Downloaded on 24 July 2007.
- Wikimedia Commons alberga una categoría multimedia sobre Bubo shelleyi.